# Дети понедельника
«Дети понедельника» — российский художественный фильм, комедия режиссёра Аллы Суриковой. Премьера состоялась 28 сентября 1998 года на ТНТ.

## Сюжет
Предприниматель Дмитрий Медякин не расплатился вовремя с кредиторами и подписал себе смертный приговор. Его «Мерседес» взрывают, но Дмитрий чудом остаётся жив: жена Медякина Светлана решает избавиться от надоевшего ей мужа и отвозит напившегося от страха перед встречей с кредиторами Медякина в деревню к сестре. Полуживого Дмитрия принимает родная сестра жены Лидия, живущая в родной деревне Дмитрия. У Медякина неожиданно появляется шанс начать новую жизнь с чистого листа. Когда-то Лидия была его невестой, и Дмитрий понимает, что нежные чувства к ней просыпаются вновь.

## В ролях
- Ирина Розанова — Лидия Овдеева
- Игорь Скляр — Дима Медякин
- Виктор Павлов — проповедник-евангелист Джонни Бак / Евгений Баков
- Сергей Никоненко — Олег Карпович Яценко, участковый милиционер
- Татьяна Кравченко — Маргарита Степановна
- Алексей Жарков — Вася Нечуенко
- Татьяна Догилева — Светлана Медякина, сестра Лидии
- Армен Джигарханян — банкир
- Наталья Крачковская — продавщица
- Геннадий Назаров — директор фабрики фейерверков
- Алексей Елистратов — юноша в супермаркете (эпизод)
- Михаил Мишин — эпизод
- Сергей Габриэлян — первый алкаш
- Анатолий Калмыков — второй алкаш
- Наталья Акимова — молодая работница
- Евгений Кулешов — водитель «Мерседеса»
- Владимир Лесков — террорист
- Вася Скляр — пацан
- Евгений Крылатов — эпизод (пианист за клавесином)

## Съёмочная группа
- Режиссёр: Алла Сурикова
- Сценарист: Алексей Тимм
- Оператор: Григорий Беленький
- Композитор: Евгений Крылатов